# Moviment per la Reconstrucció de Polònia

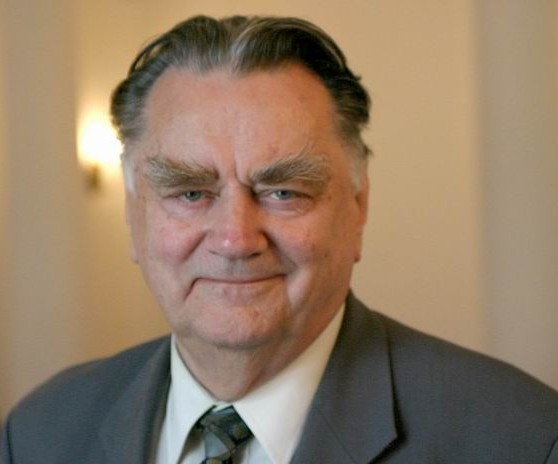
Jan Olszewski, fundador del partit.

Moviment per la Reconstrucció de Polònia (polonès Ruch Odbudowy Polski) fou un partit polític polonès de caràcter conservador i euroescèptic fundat el 1995. Va participar en les eleccions parlamentàries poloneses de 1997, on va rebre el 5,6% dels vots i sis diputats al Sejm. A les següents eleccions de 2001 el partit es va presentar en quatre llistes diferents, dos dels seus membres foren escollits dins les files de la Lliga de les Famílies Poloneses. El partit no té representació en el Parlament polonès.
Durant les eleccions parlamentàries poloneses de 2007 membres del Moviment per a la Reconstrucció de Polònia van ser elegits de les llistes de Llei i Justícia.

## Resultats electorals

### Sejm
| Any  | Vots                   | %                      | Escons  | +/- |
| ---- | ---------------------- | ---------------------- | ------- | --- |
| 1997 | 727,072                | 5.56                   | 6 / 460 | Nou |
| 2001 | Dins diferents llistes | Dins diferents llistes | 2 / 460 | 4   |
| 2005 | Dins del RP            | Dins del RP            | 0 / 460 | 2   |
| 2007 | Dins Llei i Justícia   | Dins Llei i Justícia   | 2 / 460 | 2   |
| 2011 | Dins Dreta Unida       | Dins Dreta Unida       | 1 / 460 | 1   |

## Líders
- Jan Olszewski, fundador del partit

## Membres del Sejm 2001-2005
- Tadeusz Kędziak, Piotrków Trybunalski
- Henryk Lewczuk, Chełm
- Jan Olszewski, Varsòvia